# Aréthuse (revue)
Pour les articles homonymes, voir Aréthuse.
Aréthuse était une revue trimestrielle d’art et d’archéologie publiée sous la direction de Jean Babelon et Pierre d’Espezel, tous deux conservateurs Cabinet des monnaies et médailles de la Bibliothèque Nationale. L’annonce du contenu  en sous-titre indiquait : monnaies et médailles, plaquettes, sceaux, gemmes gravés, archéologie, arts mineurs, critiques. Elle est parue en 30 fascicules brochés de 1923 à 1931.
Georges Bataille, qui était alors employé au Cabinet des médailles depuis 1924, participa à la revue à partir de 1926 jusqu’en 1929. Il y publia trois articles sur la numismatique : Les Monnaies des Grands Mogols au Cabinet des Médailles, Notes sur la numismatique des Kouchans et des Koushan-shahs sassanides et Collection Le Hardelay du Cabinet des Médailles.
La revue s’arrêta en 1931 et reparut sous le titre Demareteion, de 1934 à 1935, publication trimestrielle toujours dirigée par Jean Babelon. Elle annonce son contenu en sous titre : numismatique glyptique archéologie haute curiosité.